# Sapois (Jura)
Sapois é uma comuna francesa na região administrativa de Borgonha-Franco-Condado, no departamento de Jura. Estende-se por uma área de 3,56 km². Em 2010 a comuna tinha 394 habitantes (densidade: 110,7 hab./km²).